# Торопов, Моисей Сергеевич
Торопов Моисей Сергеевич (1819, Таврическая губерния — 13 апреля 1900, Севастополь, Таврическая губерния) — русский военачальник, генерал-майор. Участник обороны Севастополя 1854—1855 годов.

## Биография
Уроженец Таврической губернии. Воспитывался в Черноморском артиллерийском училище.
В начале обороны Сеастополя в звании поручика корпуса морской артиллерии служил на четвёртом бастионе (с 14 сентября по 23 октября 1854 года), получил несколько ранений (в голову, нос и руку) и лечился в Николаеве. Весной 1855 года вернулся в осаждённый город (в гарнизоне с 4 по 27 мая). Был назначен командиром четырёхорудийной батареи № 38 (батарея Торопова) на Камчатском люнете Малахова кургана. 26 мая во время боя за контрапрошные (передовые) укрепления Корабельной стороны вновь был ранен (в ногу). 
За мужество, проявленное в период обороны, был награждён орденом Св. Анны 3-й степени с бантом и произведён в штабс-капитаны.
После Крымской войны получил чин генерал-майора. Жил в Севастополе. Имение «Торопова дача» находилось на границе между Севастопольским градоначальством и Ялтинским уездом. В настоящее время «Торопова дача» — популярное место отдыха севастопольцев.

## Память
Похоронен на Братском кладбище на Северной стороне Севастополя. Надгробие представляет собой жертвенник из крымбальского известняка. На лицевой стороне фигурная доска из белого мрамора с надписью: «Генерал-майор Моисей Сергеевич Торопов скон. 13 апреля 1900 г. Упокой, Господи, душу раба твоего». Верхняя часть памятника утрачена.

## Семья
Сын — Эварист Моисеевич Торопов также служил на Черноморском флоте, в начале XX века имел звание капитана 2 ранга.